# 아파테
아파테는 그리스 신화에서 ‘밤’을 뜻하는 여신인 닉스의 딸이다. 아파테는 기만, 사기 가 의인화된 신이다. 로마의 동격신은 프라우스(Fraus)이다.